# Al-Hadas
Al-Hadas – wieś w Syrii, w muhafazie muhafazie Hims. W 2004 roku liczyła 126 mieszkańców.